# Slide Hampton
Slide Hampton, geboren als Locksley Wellington Hampton (Jeannette (Pennsylvania), 21 april 1932 – Orange (New Jersey), 18 november 2021), was een Amerikaanse jazzmuzikant (trombone, tuba), arrangeur en componist.

## Biografie
Slide Hampton was het jongste kind van de muzikale familie Hampton. Zijn vader Clark Deacon Hampton sr. leidde een familieband met zijn twaalf kinderen, onder wie ook de latere danseres en zangeres Dawn Hampton. In zijn vroege jeugd trok de familie Hampton als Deacon Hampton and the Cotton Pickers door het land en trad op met ragtime-, blues-, dixieland- en polkanummers. In 1938 vestigden ze zich in Indianapolis, waar de kinderen aan de McArthur School of Music een muzikale opleiding kregen.
Hampton leerde vroeg trombone (eigenlijk als autodidact) en deed zijn eerste ervaring als professioneel muzikant op in de jazzband van zijn broer Clark 'Duke' Hampton, overwegend in het Midden-Westen en het zuiden van de Verenigde Staten. In 1950 trad ze ook op in de Carnegie Hall, het Apollo Theater en de Savoy Ballroom. Verder speelde ze als huisband in de Cotton Club van Cincinnati. In 1952 verliet hij de band van Duke Hampton. Hij speelde vervolgens bij Eddie Cleanhead Vinson, Bill Doggett (1954) en Buddy Johnson (1955/56), voordat hij tussen 1956 en 1957 werkte bij zijn oom Lionel Hampton. Aansluitend was hij tot 1959 werkzaam als orkestmuzikant en arrangeur voor Maynard Ferguson en behoorde hij in 1960 kortstondig tot de bigband van Dizzy Gillespie.
Tussen 1959 en 1962 ging hij met Freddie Hubbard op tournee en leidde hij een eigen octet, waartoe naast Hubbard ook George Coleman, Booker Little, Jay Cameron, Bill Elton, Pete La Roca en Nabil Totah behoorden. In 1962 ontstond met Coleman, Butch Warren en Kenny Clarke in Parijs het album Exodus. Nadat hij voor de zanger Lloyd Price de begeleidingsband had geleid, maar ook als zelfstandig arrangeur voor Motown Records had meegewerkt aan opnamen voor Stevie Wonder en The Four Tops, ging hij in 1968 voor een Europese tournee mee met het orkest van Woody Herman. Hij vestigde zich daarna in Europa, eerst in Berlijn en uiteindelijk in Parijs. Daar nam hij onder zijn eigen naam op, in 1968 met Henri Texier en Daniel Humair (Mello-Dy) en in 1970 met Niels-Henning Ørsted Pedersen, Joachim Kühn en Philly Joe Jones. Hij arrangeerde vaak voor studiobands, werkte met Miriam Klein, maar ook met 'all star'-bezettingen, met Václav Zahradník en Peter Herbolzheimer en leidde samen met Joe Haider een bigband. Daarnaast werkte hij met Dexter Gordon, Don Byas, Johnny Griffin en Kenny Clarke.
In 1977 keerde hij terug naar de Verenigde Staten en formeerde in New York zijn grootschalige World of Trombones, die beschikte over negen trombones en een ritmesectie. In 1988 was hij medeoprichter en muzikaal leider van het United Nations Orchestra van Dizzy Gillespie, waarvan hij vier jaar lid was. Bovendien werkte hij met de twaalfkoppige formatie The Jazz Masters, die in 1993 haar debuut maakte in de New Yorkse Village Vanguard en die bestond uit sidemen van de Gillespie-band, onder wie Jon Faddis, Jimmy Heath, Roy Hargrove, Claudio Roditi, Antonio Hart, David Sánchez en Danilo Pérez. Daarnaast was hij in de omgeving van New York werkzaam als muziekpedagoog. In 2002 stelde hij voor opnamen een uit veertien trombonisten bestaande bigband samen, waartoe onder anderen Hugh Fraser, Victor Jones, John Lee, Benny Powell, Bill Watrous en Larry Willis behoorden.
In het verloop van zijn carrière speelde hij bovendien met muzikanten als Diana Ross, Clifford Brown, Curtis Fuller, Melba Liston, Albert Mangelsdorff, Steve Turré, Monty Alexander, Martial Solal, James Newton, Pharoah Sanders, John Surman, Barre Phillips, Charles Mingus en Stu Martin.

## Overlijden
Hampton overleed in november 2021 op 89-jarige leeftijd.

## Waardering
Als arrangeur en speler werd Hampton gewaardeerd om zijn fijn melodisch gevoel. Als een van de weinige prominente linkshandige trombonisten verblufte hij met een vloeiende techniek.

## Onderscheidingen
Slide Hampton werd tweemaal met een Grammy Award onderscheiden, in 1998 (voor arrangementen die hij schreef voor Dee Dee Bridgewater) en in 2005. In laatstgenoemd jaar kreeg hij de NEA Jazz Masters Fellowship.

## Discografie
- 1960: Sister Salvation (Collectables Records)
- 1959-61: Two Sides of Slide (Fresh Sound Records)
- 1962: Exodus (Fresh Sound Records)
- 1967/68: Mello-Dy (LRC, Delta)
- 1985: Roots (Criss Cross Jazz)
- 1993: Dedicated to Diz! (Telarc)
- 2002: Spirit of the Horn (MCGJazz)